# منصور (مسلسل كرتوني)
منصور هو مسلسل رسوم متحركة إماراتي من 5 مواسم، بدأ عرضه في 2013 حتى 2019 على قناة سما دبي وقناة الإمارات وكرتون نتورك بالعربية وقناة ماجد للأطفال وقناة إم بي سي 3.

## الحبكة
تدور أحداث المسلسل حول منصور، وهو شاب متحمس وفضولي ومخترع يبلغ من العمر 12 عامًا يميل إلى عيش الحياة على أكمل وجه. طوال المسلسل، يجد منصور نفسه في مغامرات عديدة مع أصدقائه سالم وعبيد وتركي وعائلته، حيث يقوم منصور بتعليم الجمهور أخلاقًا ودروسًا مهمة على طول الطريق.

## الشخصيات
منصور
أداء: بدور محمد / مروة راتب / مشاعل الشحي
منصور هو الشخصية الرئيسية في المسلسل، هو فتى إماراتي شاب محب للرياضة والعلوم والإختراع، على الرغم من أن فضوله الطبيعي غالباً ما يؤدي به إلى مشاكل ومغامرات مختلفة.
سالم
أداء: طلال محمود / عمر الملا
سالم هو صديق منصور وعبيد المقربين وابن خالة تركي.
عبيد
أداء: سلامة المزروعي / نفين ماضي
عبيد هو صديق سالم ومنصور المقربين، هو من يسبب المشاكل في أصدقائه.
خالد
أداء: عبد الله بن حيدر / سعود الكرمستجي
خالد هو والد منصور يعمل طيار؛ ويسافر خالد كثيرًا ويشاهد جميع أنواع المشاهد من جميع أنحاء العالم، ويشارك العديد منها مع عائلته من خلال قصصه التي لا تعد ولا تحصى.
مريم
أداء: مريم المنصوري / رجاء النعمان
مريم هي والدة منصور التي يظهر لها أنها تحب عائلتها، إنها شخصية مبدعة وفنية تؤمن إيمانا راسخا بأهمية المرأة في عالم اليوم.
سارة
أداء: هدى حمدان / رجاء النعمان
سارة هي الشقيقة الصغرى لمنصور، إنها ثرثارة ولديها فضول شديد بشأن الأشياء التي يفعلها منصور وأصدقاؤه، وببغاؤها الأليف بيبي، الذي يتحدث بصوت عالٍ مثلها، إن لم يكن أكثر.
صقر
أداء: عبد الله بن حيدر / منصور الفيلي
صقر هو جد منصور الذي غالبًا ما يكون بمثابة جسر بين منصور وتراثه، اعتاد أن يكون غواصًا في الماضي، لكنه الآن يمتع تلك الأيام بتعليم أحفاده التقاليد والحياة في ذلك الوقت.
ناصر
أداء: خالد النعيمي / عمر الملا
ناصر هو الأخ الأكبر لمنصور، وهو طالب جامعي يسعى للحصول على درجة الأعمال، ناصر ومنصور معرضان للشجار بين الحين والآخر، لكن ناصر أكثر من راغب في تقديم نصيحة لأخيه الصغير عندما يحتاج إليها.
 تركي 
أداء: أسماء قاسمي
تركي هو صديق منصور وسالم وعبيد المقربين وابن خالة سالم من أصل سعودي،.
شما 
أداء: نفين ماضي
شما هي ابنة عم منصور، تساعد منصور أحيانًا من المشاكل العديدة التي يسببها هو وأصدقاؤه.
طارق
أداء: محمد الملا / أسماء الشامسي / خولة المحرزي
طارق هو زميل منصور في الصف ويغار منه كثيرًا، لكنه أحيانًا يصبح طيبًا معه.

## الإنتاج

### التطوير
ابتكر الفنان راشد الهرمودي منصور وأنتجه في البداية شركة فنر برودكشن خلال موسمه الأول. طُرِحَ مفهوم المسلسل في مهرجان أبو ظبي في 26 يونيو 2012، ودفع استقباله الإيجابي الهرمودي لمواصلة المشروع. سرعان ما تبعت المفاوضات بشأن إطلاقه خلال النصف الأخير من عام 2012، وانتهت في نهاية المطاف بتوقيع شركة مبادلة للاستثمار، المستثمر الرئيسي، اتفاقيات مع أبو ظبي للإعلام ومؤسسة دبي للإعلام في ديسمبر.
طور الهرمودي منصور كوسيلة «لتعزيز روابط الشباب الإماراتي بهويتهم وقيمهم الوطنية» و«تشجيعهم على التعرف على كل التطورات الحديثة التي تشهدها الإمارات». كما انضم عدد قليل من الكتاب من شعبية الكرتون، وهو إنتاج محلي آخر، إلى طاقم العمل في محاولة للحفاظ على روح الدعابة «السريعة ومحلية للغاية». بخلاف قصصها وأخلاقها، عمل فريق الإنتاج أيضًا على جعل الرسوم المتحركة لمنصور «من الدرجة الأولى» بقدر الإمكان لتبرز بين المعايير الدولية. تباهى الشريك المؤسس والمدير العام لشركة فنر برودكشنز، حيدر محمد، باستخدام «أحدث التقنيات مع قصص قوية» على أمل جذب الجماهير الشباب إلى المعرض، مما يجعله مبدعًا آخر في دولة الإمارات العربية المتحدة.

### الإذاعة
في يناير 2013، عرض منصور لأول مرة على بعض القنوات الإماراتية الكبرى، بما في ذلك قناة الإمارات وقناة سما دبي. مُدِدَت فترة منصور بعد ذلك لموسم ثانٍ، لكن لم يعد من إنتاج فنر برودكشن. وبدلاً من ذلك، أُنتِجَ الموسم الثاني من قبل كرتون نتورك بالعربية، حيث حافظت مبادلة على بقاءها في المشروع كمصدر رئيسي للتمويل.
في 30 مارس 2014، بث منصور على كرتون نتورك بالعربية، وقدم البرنامج لجمهور أوسع في جميع أنحاء الوطن العربي. كُلِّفَ موسم ثالث من قبل كرتون نتورك بالعربية وصدر في 2017. صدر أيضًا موسم رابع وخامس للمسلسل في 2018 و2019.
في 10 أكتوبر 2021، أصبح المسلسل متوفر بلغات أخرى، مثل العربية الفصحى والإنجليزية والبرتغالية والإسبانية والأردية والهندية والإندونيسية.

## الحلقات
| الموسم | الموسم | الحلقات | الحلقات | البث الأصلي | البث الأصلي |
| الموسم | الموسم | الحلقات | الحلقات | البث الأول  | البث الأخير |
| ------ | ------ | ------- | ------- | ----------- | ----------- |
|        | 1      | 15      | 15      | 2013        | 2013        |
|        | 2      | 26      | 26      | 2016        | 2016        |
|        | 3      | 26      | 26      | 2017        | 2017        |
|        | 4      | 13      | 13      | 2018        | 2018        |
|        | 5      | 13      | 13      | 2019        | 2019        |

### الموسم 1 (2013)
| ر. الإجمالي | ر. في الموسم | العنوان              | تاريخ العرض الأصلي |
| --- | ------------ | -------------------- | ------------------ |
| 1 | 1            | «وين الحزام»         | 2013               |
| فُقِد حزام منصور، وعليه بمساعدة صديقيه عبيد وسالم أن يكتشف ما إذا كان قد استولى عليه أحدهم أم لا.                                                                                     |              |                      |                    |
| 2 | 2            | «جدي ووطني»          | 2013               |
| يدخل جد منصور، صقر، مسابقة بمساعدة منصور، لكن تظهر بعض المشاكل مع اقتراب الموعد النهائي.                                                                                            |              |                      |                    |
| 3 | 3            | «المضمار»            | 2013               |
| عندما تشارك مدرستهم في مسابقة طيران، اختير منصور وعبيد وسالم للانضمام إلى طاقم الصيانة للحفاظ على مدرستهم واقفة على قدميها.                                                         |              |                      |                    |
| 4 | 4            | «إلى الفضاء»         | 2013               |
| يُمنح منصور وأصدقاؤه الفرصة لاختبار مهاراتهم في قيادة الفضاء في جهاز محاكاة مكوك الفضاء. قد تكون النتائج مخيبة للآمال أكثر بقليل مما كانوا يأملون.                                   |              |                      |                    |
| 5 | 5            | «ظرف طارئ»           | 2013               |
| حادثة مع سائق متهور كادت تنتهي بشكل سيئ لطارق الذي أنقذه منصور في الدقيقة الأخيرة. في هذه الأثناء، تجد والدة منصور، مريم، طريقة مبتكرة لتقديم العرض المدرسي لمنصور عن والده الطيار. |              |                      |                    |
| 6 | 6            | «تعادل إيجابي جدًا»   | 2013               |
| يتحدى طارق وعصابته منصور وأصدقائه في مباراة كرة قدم. يشعر منصور وسالم بالقلق من المباراة برمتها بسبب عبيد، المعروف بكونه مروعًا في كرة القدم. ومع ذلك، قد يفاجئهم عبيد.              |              |                      |                    |
| 7 | 7            | «الفورمولا والصداقة» | 2013               |
| الفوز ليس كل شيء دائمًا، ويتعلم منصور وأصدقاؤه هذا لأنهم احتلوا المركز الثاني في مسابقة تصميم السيارات.                                                                              |              |                      |                    |
| 8 | 8            | «لقب مستحق»          | 2013               |
| يتفوق غريب ملثم غامض على منصور في بطولة جيوجيتسو، مما يثير تساؤلات حول من يمكن أن يكون هذا الغريب الغامض.                                                                           |              |                      |                    |
| 9 | 9            | «اقتحام واختراع»     | 2013               |
| يحاول منصور وأصدقاؤه القبض على لصوص المدرسة سيئي السمعة مرة واحدة وإلى الأبد، لكن حدث رعب مفاجئ يوقفهم عن مسارهم.                                                                   |              |                      |                    |
| 10 | 10           | «علاج الصداقة»       | 2013               |
| حجة رهيبة تمزق منصور وسالم وعبيد، ويبدو أنها تتسبب في زوبعة لا يمكن السيطرة عليها.                                                                                                  |              |                      |                    |
| 11 | 11           | «لآلئ حكم صقر»       | 2013               |
| يصطحب جد منصور، صقر، منصور وأصدقائه في رحلة على قاربه. ومع ذلك، تتصاعد الأمور بسرعة عندما تصادف غواصة وأخطبوط ضخم.                                                                  |              |                      |                    |
| 12 | 12           | «كنز القرصان»        | 2013               |
| تقود خريطة كنز قديمة منصور وصقر إلى مكافأة قرصنة حقيقية، لكن الجشع يدفع ببعض الأعداء المؤذيين في طريقهم.                                                                            |              |                      |                    |
| 13 | 13           | «سوء فهم»            | 2013               |
| يسير مشروع فيلم بشكل خاطئ عندما يخدع منصور وأصدقاؤه الجيش عن طريق الخطأ للاعتقاد بأن عبيد، الذي يرتدي زيًا فضائيًا، هو كائن فضائي حقيقي.                                              |              |                      |                    |
| 14 | 14           | «أحلام سعيدة»        | 2013               |
| عبيد يحلم بعالم مصنوع من الحلويات. ومع ذلك، فإن عالمه المثالي ينقلب على الفور رأسًا على عقب عندما يظهر وحش عملاق من مرض السكري من الحلوى ويطارده.                                    |              |                      |                    |
| 15 | 15           | «مغامرة الصحراء»     | 2013               |
| عاصفة رملية رهيبة تفقد منصور وسالم وعبيد وناصر خلال رحلتهم الصحراوية. |              |                      |                    |

### الموسم 2 (2016)
| ر. الإجمالي | ر. في الموسم | العنوان               | تاريخ العرض الأصلي |
| --- | ------------ | --------------------- | ------------------ |
| 16 | 1            | «واجه خوفك»           | 2016               |
| بعد أن ساد ما يكفي من الرمال، قرر منصور وأصدقاؤه الاسترخاء من مغامرتهم الصحراوية بزيارة المتنزه المائي. ومع ذلك، يجد سالم صعوبة في الانضمام إلى المرح لأن خوفه من المرتفعات يمنعه من مواجهة دوامة الموت. |              |                       |                    |
| 17 | 2            | «نانو الشقي»          | 2016               |
| يقوم منصور بترقية نانو. يسكب عبيد بعض عصير الفاكهة عن طريق الخطأ على لوحة الدوائر الكهربائية الجديدة لنانو، لذلك عندما يقوم منصور بتوصيله، يكون نانو مصابًا بفيروس يجعله يفسد. يتسبب الروبوت المشاغب في كل أنواع المشاكل في المنزل قبل أن يطير بمفاتيح سيارة خالد قبل دقائق من مغادرته إلى المطار. |              |                       |                    |
| 18 | 3            | «الصديق الصدوق»       | 2016               |
| منصور وسالم ينتظران عبيد في المركز التجاري حتى يتمكنوا جميعًا من مشاهدة فيلم، لكنهما يشاهدانه يخرج من المسرح وقد شاهده للتو. يصبح منصور وسالم متقاطعين جدا. تدرك شما أن منصور وسالم لم يريا عبيد، فقد رأيا صبياً يشبهه يدعى عمر. شما وعبيد يقتربان من المضاعفة ويرتبان للعب خدعة صغيرة على منصور وسالم. |              |                       |                    |
| 19 | 4            | «مفاجأة من البرية»    | 2016               |
| منصور، تركي، سالم، وعبيد في رحلة صحراوية، يرى عبيد قطا بريًا صغيرًا، ويريد الاحتفاظ به، عندما يخفيه عن الجميع، تطارد الأم عبيد، وعلى منصور، تركي، سالم وعبيد أن يفكروا في شيء، وإلا فسيكونون وجبة لذيذة للقط البري. |              |                       |                    |
| 20 | 5            | «هدية من الماضي»      | 2016               |
| أثناء مساعدة صقر في ترتيب ورشته، وجد منصور بوصلة قديمة. يخبر صقر الأطفال أنه أعطي له منذ سنوات عديدة. بشكل غير متوقع، يسرق رجل يشبه القراصنة البوصلة وعندما يلاحقه الأطفال، يشاهدون القرصان يسلمها إلى شخصية أكثر غموضًا يكتنفها الظلال. لكن لماذا هو مهتم أكثر من عرضي بهذه البوصلة المحددة؟ |              |                       |                    |
| 21 | 6            | «المراوغة»            | 2016               |
| منصور وعبيد يلتقيان بالمعلم علي في المركز التجاري. يلوح الأولاد ولكن بغرابة المعلم علي يقفز واندفع بعيدًا، ويسقط محفظته عن طريق الخطأ. يلتقط منصور وعبيد المحفظة ويطاردانه ولكن في كل مرة يقتربان، إما يختبئ المعلم علي أو يندفع مرة أخرى. ينضم إليهم سالم ويضحك وهو يعلم بمآثرهم. يبدو أن لا شيء منطقي لمنصور وعبيد .. ما الذي يجري؟ |              |                       |                    |
| 22 | 7            | «البحث عن غول الجليد» | 2016               |
| يأخذ خالد الأولاد إلى جبال الهيمالايا حيث يخوضون معركة بكرات الثلج ويركبون التزلج على الجليد. يتبع الأولاد بعض آثار أقدام كبيرة مخالب ويرون غول الجليد الحقيقي! يطاردهم الوحش لكن لديه ضحكة مألوفة للغاية، اتضح أن صقر في زي الغول يلعب خدعة عليهم. الأولاد مستمتعين ومرتاحين على قدم المساواة... وفجأة يأتي غول حقيقي مدويًا أسفل الجبل! |              |                       |                    |
| 23 | 8            | «طعم الشهرة»          | 2016               |
| منصور وعبيد وسالم وشما وتركي على الشاطئ. يشربون عصير فواكه جديد منعش يسمى بينغو بوب. ببعض المساعدة السرية من سالم، فاز تركي في مسابقة ليصبح نجم إعلان بينغو بوب الجديد. وينضم إليه منصور والآخرون في جلسة تصوير وتصوير الإعلان ومقابلة حية في برنامج دردشة تلفزيوني. لكن كيف سيكون رد فعل تركي على التلفاز عندما يدرك أن عمله لم يكن هو الذي جعله الفائز؟                                                                                                |              |                       |                    |
| 24 | 9            | «العمل الجماعي»       | 2016               |
| يُحبس منصور وعبيد وسالم وتركي وشما بطريق الخطأ في المركز التجاري خلال عاصفة رهيبة. يسلي الأطفال أنفسهم من خلال الاستكشاف والتسابق في عربات التاكسي. كل شيء ممتع للغاية حتى يقوم عبيد بطريق الخطأ بإسقاط هيكل عظمي ضخم للديناصور المعروض. الآن تدق الساعة لمنصور والآخرين لإعادة بنائه قبل عودة خالد وحراس الأمن. |              |                       |                    |
| 25 | 10           | «المهمة المستحيلة»    | 2016               |
| قاطع منصور خالد بشكل متكرر رغبته في التباهي باختراعه الجديد. نتيجة لذلك، تأخر خالد عن المطار وفي عجلة من أمره نسي حقيبته. ينتهي الأمر بمريم وهي تقود الأطفال إلى المطار ويتسابق الأولاد على عربات، ومنحدرات، وسلالم متحركة، وعربات أمتعة للعثور على خالد. إنه سباق مع الزمن يزداد سوءًا بسبب حراس الأمن المصممين على إحباط محاولاتهم لإنقاذ الموقف. |              |                       |                    |
| 26 | 11           | «خندق ماريانا»        | 2016               |
| ينتهي الأمر بمنصور وسالم وعبيد بطريق الخطأ في أعماق المحيط في غواصة صغير ، مع وجود قرد في خندق ماريانا المجهول. هناك الكثير من الاحتفالات عندما يكتشفون نوعًا جديدًا مذهلاً - سلطعون عملاق - لكن تلك الاحتفالات تنتهي بشكل مفاجئ عندما يتخيل السلطعون الغواصة لتناول طعام الغداء! فكيف يخرج منصور من هذه المعضلة القاتلة في العمق؟ |              |                       |                    |
| 27 | 12           | «خدعة المدهش هلال»    | 2016               |
| يقدم المدهش هلال عرضًا سحريًا لجميع أطفال المدرسة. يختار هلال منصور من بين الجمهور وتحويله إلى أرنب على خشبة المسرح؛ لهذا السبب اقنتع عبيد من الوهم بأن السحر حقيقي، لذا اختطف الأرنب وركض لإنقاذه مما تسبب في حيرة مربكة. منصور والهلال العجيب يجدان أخيرًا طريقة لحل اللغز لعبيد في أداء سحري خاص تنكشف فيه الأسرار! |              |                       |                    |
| 28 | 13           | «سالم المسكين»        | 2016               |
| يلعب منصور وسالم وعبيد الأدوار الرئيسية في إنتاج مسرحية علاء الدين والمصباح المدرسية. قبل بدء العرض مباشرة، يدرك سالم أنه فقد حجر «الحط» الخاص به، لذلك سرعان ما ينسى ما يجب عليه قوله ويفقد القدرة على التمثيل. مع بدء المسرحية، يبذل منصور وعبيد وشما كل ما في وسعهم لمساعدة سالم بينما يقوم طارق ورفاقه ببذل كل ما في وسعهم لإثارة المتاعب لسالم على خشبة المسرح. الفصل الختامي ليس ما توقعه أحد!                                                     |              |                       |                    |
| 29 | 14           | «سباق الأصدقاء»       | 2016               |
| قرر منصور وتركي وعبيد وسالم وشما الدخول في سباق دراجات للصغار. منصور يدرس استراتيجية للفوز، تركي يركز على النهج المادي. عبيد وسالم يتدربان أيضًا، في نهج سخيف بشكل عام! لا أحد من الآخرين يأخذ مشاركة شمّا في المسابقة على محمل الجد، لكن يأتي يوم السباق، وتأخذ الأحداث مسارًا غير متوقع! |              |                       |                    |
| 30 | 15           | «ملك القلعة»          | 2016               |
| تجري مسابقة بناء قلعة من الرمال على الشاطئ. يشكل منصور وعبيد وسالم وتركي وشما فريقًا لبناء أطول وأجمل قلعة رملية باستخدام المهارة والعمل الجاد والعلم. وفي الوقت نفسه، يدخل طارق ورفاقه أيضًا في المنافسة بهدف الفوز باستخدام اللعب الخاطئ والغش. |              |                       |                    |
| 31 | 16           | «تفاعل كيميائي»       | 2016               |
| يُظهر المعلم علي للصف تجربة باستخدام مادة كيميائية خاصة تتوسع بشكل كبير عند إضافتها إلى مادة كيميائية أخرى. لاحقًا في حفلة حديقة والدي شمّا، وبدون التفكير في التداعيات، أراد أن يضيف عبيد قطرة من أحد المواد الكيميائية إلى قدر كبير من الهريس ليكون مفيدًا، لكن تقع الزجاجة كلها في القدر! بدأ الهريس في التوسع بمعدل ينذر بالخطر. وبعد فترة يملأ المنزل، وينتشر عبر الحديقة ويبدو أنه سيغرق المدينة! بطوليًا، يعد منصور حلاً غير عادي لمشكلة شديدة التعقيد. |              |                       |                    |
| 32 | 17           | «مغامرة شائكة»        | 2016               |
| من أجل معرفة المزيد عن اتباع نظام غذائي جيد وممارسة الرياضة الصحية، يرسل خالد منصور وعبيد وسالم في رحلة لمدة ثلاثة أيام عبر المناطق النائية الأسترالية مع المغامر جو، أخصائي البقاء على قيد الحياة. الأولاد ليسوا سعداء للغاية بهذا - لا توجد شبكة واي فاي، أسرّة ناعمة، طعام لطيف - كيف سيتمكنون من النجاة من هذه التجربة البرية؟ |              |                       |                    |
| 33 | 18           | «خطأ فني»             | 2016               |
| يساعد منصور وعبيد وسالم مريم في التحضير لمعرضها الفني الأول في معرض المدينة المرموقة الذي سيحضره التاقد الفني ليقيم لوحاتها. قبل الافتتاح بوقت قصير، أسقط عبيد عن طريق الخطأ بعض كعكة الشوكولاتة على الأرض. يقرر سالم استخدام منظف صناعي كبير لتنظيفه لكنه يفقد السيطرة على الأداة الغريبة ويدمر أهم قطعة فنية لمريم. في حالة اليأس، يعيد الأولاد رسمها بأنفسهم... ليست أعظم الخطط! لكن ماذا سيفعل الناقد الفني المؤثر من كل هذا؟                        |              |                       |                    |
| 34 | 19           | «وادي رم»             | 2016               |
| يشعر خالد أن الأولاد قد أصبحوا مهتمين للغاية بخوض مغامرات غير حقيقية مع ألعاب الفيديو، لذلك يأخذهم في مغامرة حقيقية رحلة ليوم واحد من الأنشطة المتطرفة في محيط مذهل بوادي رم. أثناء تسلق الصخور، ينزلق الأولاد بطريق الخطأ إلى مغامرة حقيقية للغاية عندما يسقطون في عمق الكهف. الآن يجب على الأولاد استخدام كل ذكائهم وقوتهم وشجاعتهم للخروج ولكن بشكل غير متوقع، معرفة عبيد الخاصة بألعاب الفيديو هي التي تنقذهم بالفعل من أزمة الحياة الحقيقية!        |              |                       |                    |
| 35 | 20           | «اختر صديقك»          | 2016               |
| يشعر منصور وعبيد وسالم وتركي بالضجر من العطلة الصيفية الطويلة الحارة عندما يتوجهون إلى الشاطئ في نهاية اليوم بحثًا عن شيء يفعلونه. سالم وعبيد يضللهما فتى يبدو ممتعًا في عصرهما مع أروع دراجة بي أم أكس. لاحقًا، ينتهي الأمر بمنصور وتركي إلى إنقاذ الأصدقاء من تأثير الصبي بسلوكياتهم، ويتعلم عبيد وسالم أن ما يبدو أنه ممتع قد يكون أحيانًا مشكلة أكثر مما يستحق!                                                                                          |              |                       |                    |
| 36 | 21           | «مغامرة في الأهرامات» | 2016               |
| يتوجه منصور وعبيد وسالم وشما لاستكشاف الأهرامات خلال عطلة عائلية كبيرة في مصر. عندما يكتشفون هرمًا غامضًا بعيدًا عن المسار المطروق، يقومون بالتحقيق ولكن بمجرد دخولهم يصبحون فجأة محاصرين للعثور على الألغاز القديمة والغريبة التي يجب حلها للهروب. ثم، عندما يشعرون أن الأمور لا يمكن أن تزداد سوءًا، يكتشفون أيضًا أنهم ليسوا وحدهم! إنه كابوس حقيقي.... أم هو كذلك؟                                                                                        |              |                       |                    |
| 37 | 22           | «قضية شما الغامضة»    | 2016               |
| من أجل المتعة، أصبح منصور وعبيد وسالم محققين بأسلوب شيرلوك هولمز. إنهم «يحققون» بشكل سري وهزلي في شما. يرونها في المركز التجاري ويتبعونها إلى متحف الفن. تتوقف لعبتهم عندما تدق أجراس الإنذار ويشتبه الأولاد في أن شما قد سرقت لوحة! هل يمكن أن تكون شما حقاً لصةً فنيةً بارعةً!؟ أم أن الأولاد بارعون في القفز إلى الاستنتاجات الخاطئة؟ |              |                       |                    |
| 38 | 23           | «اختراع وابداع»       | 2016               |
| يدخل منصور وعبيد وسالم وشما مسابقة العلوم السنوية. طارق يجبر الفائز العام الماضي على الانضمام إلى فريقه المنافس. يصنع فريق منصور طائرة تعمل بالتحكم عن بعد موفرة للطاقة لكن طارق ورفاقه يتجسسون عليها وينسخون التصميم. ما هي الخطة الماكرة التي سيأتي بها منصور ليضمن أن طائرته أفضل من طائرته طارق؟ |              |                       |                    |
| 39 | 24           | «البساط السحري»       | 2016               |
| عبيد وسالم يزعجان منصور أثناء قيامه بواجبه من خلال اقتحام غرفته وطلب منه صنع سجادة طائرة مماثلة لتلك التي قرأوا عنها في الحكايات العربية. يرسلهم منصور بعيدًا بشكل عرضي، لكن في تلك الليلة كان لديه حلم حي عن مملكة عربية قديمة حيث يسجنهم سلطان قوي ويطالبهم بصنع سجادة طائرة أو غير ذلك! رغم ذلك تعلم منصور من الحلم درسًا مفيدًا عن الصداقة وإلهامًا لاختراع سجادة طائرة حقيقية.                                                                          |              |                       |                    |
| 40 | 25           | «القطة المنقضة»       | 2016               |
| شما تعتني بقطة عمتها فلافل بعد الظهر. ولكن عندما تهرب القطة الشريرة، تطلب شما من منصور وعبيد وسالم مساعدتها في العثور على القطة المفقودة. يتابع الأطفال فلافل في جميع أنحاء المدينة في مغامرة تشمل الحافلات والمصاعد وحتى طائرات الهليكوبتر! تمكن الأطفال أخيرًا من الإمساك بالقطة وقاموا أيضًا بحل اللغز عن سبب كونه شقيًا جدًا في المقام الأول. |              |                       |                    |
| 41 | 26           | «وحوش الآثار»         | 2016               |
| عاصفة شرسة تعني أن خالد يجب أن يهبط بطائرته في مهبط طائرات بعيد في الغابة. أثناء إجراء الإصلاحات، يقوم منصور وعبيد وسالم باستكشاف واكتشاف معبد مفقود في الغابة. ومع ذلك، فهم ليسوا الوحيدين الذين عثروا عليه، فهناك مجموعة من اللصوص يساعدون أنفسهم بالفعل في الحصول على جميع الكنوز من داخل المعبد. قرر الأولاد إخافة اللصوص بعيدًا لإنقاذ القطع الأثرية القديمة، لكن كل شيء ليس كما يبدو!                                                               |              |                       |                    |

### الموسم 3 (2017)
| ر. الإجمالي | ر. في الموسم | العنوان                | تاريخ العرض الأصلي |
| --- | ------------ | ---------------------- | ------------------ |
| 42 | 1            | «البديل الناجح»        | 2017               |
| يتنافس منصور وعبيد وسالم وتركي في مباراة كرة قدم مع فريق طارق. يهيمن طارق وجميل وجمال على اللعبة من خلال الغش الفظيع ولكن بمساعدة بسيطة من أحدث اختراع آلي لمنصور وعبيد، تحول الأمر تمامًا. |              |                        |                    |
| 43 | 2            | «سباق السيارات الكبير» | 2017               |
| إنها حالة من «الدواسة إلى المعدن» في سباق السيارات ذي الدواسات عالي الطاقة حيث يتعين على منصور وتركي وعبيد وسالم وضع مهارات اللياقة والقيادة على المحك. لكنهم يحتاجون إلى ذكائهم، حيث يقوم طارق وجميل وجمال بحيلهم المعتادة في محاولة للفوز باللقب.                                                    |              |                        |                    |
| 44 | 3            | «الجيوجيتسو»           | 2017               |
| يدخل منصور وسالم وعبيد مسابقة تصنيف الجوجيتسو للحصول على أحزمتهم التالية. سالم وعبيد ينتصران بشكل غير متوقع في حصصهما. يصعد منصور ضد طارق ولكن للمرة الأولى، لا يستطيع التغلب على طارق الذي طور فجأة قبضة قوية بشكل مريب.                                                                              |              |                        |                    |
| 45 | 4            | «جوهرة بغداد»          | 2017               |
| يطور منصور جهاز استماع فعال للغاية يقود الأولاد لاكتشاف خطة إجرامية غريبة لسرقة جوهرة بغداد التي لا تقدر بثمن في معرض متحف المدينة، ولكن كيف سيحبط ثلاثة أطفال فريق من اللصوص الخبراء؟ |              |                        |                    |
| 46 | 5            | «التعايش في البرية»    | 2017               |
| عندما تسوء دورة البقاء على قيد الحياة للمعلم علي في البرية في جزيرة صحراوية بعد أن طرقته جوز الهند على رأسه، يأخذ منصور زمام المبادرة وبقليل من المساعدة من نانو تمكن من تحقيق النجاح. يرفض طارق العمل معه بعناد ويدفع ثمن فعلته بأكثر من طريقة.                                                       |              |                        |                    |
| 47 | 6            | «الحفار الهائج»        | 2017               |
| ينقذ منصور وعبيد وسالم المدينة ببطولة في الوقت المناسب من كومة كارثية عندما يخرج حفار هائج في جميع أنحاء المدينة عن السيطرة. |              |                        |                    |
| 48 | 7            | «مغامرة فضائية»        | 2017               |
| في رحلة إلى مركز الفضاء الوطني، ينتهي الأمر بمنصور وعبيد وسالم بطريق الخطأ بتحليق مكوك فضائي إلى الفضاء معتقدين أنه جهاز محاكاة. تسير الأمور من سيئ إلى أسوأ عندما تلتحم بمحطة فضائية قديمة يديرها إنسان آلي معطل يبدأ في تفجير كل شيء.                                                                |              |                        |                    |
| 49 | 8            | «وحش الغطيس»           | 2017               |
| في رحلة مع صقر إلى منطقة في الخليج العربي تشتهر بأسرة المحار، وجد منصور بشكل غير متوقع لؤلؤة مذهلة. لكنهم يحصلون على أكثر بكثير مما كانوا يساومون عليه عندما اكتشفوا أن اللؤلؤة يحرسها وحش الغطيس. |              |                        |                    |
| 50 | 9            | «ثلج في فصل الصيف»     | 2017               |
| يخترع منصور آلة تبريد رائعة وطائرة يستمتعون بها قليلاً في المركز التجاري. ومع ذلك، تتحول المتعة إلى فوضى كاملة عندما يمسكها طارق وجميل وجمال ويسقطونها في نافورة مما يؤدي إلى تحول المركز التجاري بأكمله إلى «حلبة للتزلج على الجليد».                                                                  |              |                        |                    |
| 51 | 10           | «وحش اللوخ نيس»        | 2017               |
| يسافر منصور وعبيد وسالم وتركي مع خالد وصقر إلى إسكتلندا لزيارة بحيرة لوخ نيس الشهيرة. بعد أن دخل منصور وسالم وتركي في سباق مخيف مع وحش مزيف نظمه مالك الفندق اللعوب، يواجه عبيد الوحش الحقيقي. |              |                        |                    |
| 52 | 11           | «أسطورة المها الذهبي»  | 2017               |
| يكتشف شما المها الذهبي النادر الذي أصبح محط اهتمام أحد مشاهير مصارعة الحيوانات على التلفزيون والذي عقد العزم على العودة من خلال مصارعة الوحش النادر الذي كلفه حياته المهنية في الماضي. قرر شما ومنصور وأصدقاؤه إنقاذ المها من خلال التفوق على مصارع الحيوانات المجنون.                                 |              |                        |                    |
| 53 | 12           | «الأورانج بنديك»       | 2017               |
| يسافر منصور وتركي وسالم وعبيد إلى إندونيسيا مع خالد حيث يشرعون في رحلة في الغابة في حديقة كيرينسي سيبلات الوطنية الشهيرة في إندونيسيا. تمكنوا من خسارة بقية مجموعتهم من خلال اتخاذ مسار خاطئ يقودهم إلى معبد قديم غامض. تأخذ الأمور منعطفًا دراماتيكيًا نحو الأسوأ عندما تصطدم بمخلوق «مخيف» يشبه الغول. |              |                        |                    |
| 54 | 13           | «اللص الغامض»          | 2017               |
| تختفي أشياء في منزل منصور ولا يبدو أن أحدًا قادرًا على الوصول إلى قاعها، لذا يتحول منصور وسالم وعبيد إلى المباحث لحل لغز اللص المفقود ليكتشفوا أن كل شيء ليس كما يبدو. |              |                        |                    |
| 55 | 14           | «تنين الكومودو»        | 2017               |
| منصور وتركي وسالم وعبيد يرافقون ناصر في رحلة أبحاث دراسات الأعمال إلى مزرعة بن إندونيسية. عندما يذهب منصور وسالم وعبيد للاستكشاف، يجرون مع تنين كومودو الذي كان يرعب القرويين المحليين ويخرج منصور بحل مبتكر للمساعدة.                                                                                 |              |                        |                    |
| 56 | 15           | «المهمة المستحيلة»     | 2017               |
| في تحول غير متوقع للأحداث في مقهى على السطح، انتهى المطاف بعبيد وسالم بتدلي 50 طابقًا بشكل غير مستقر على السطح الخارجي للمبنى على منصة لتنظيف النوافذ عندما يحاولان إنقاذ الهامستر. منصور وتركي وشما وخلود يعملون معًا لإنقاذهم والهامستر.                                                               |              |                        |                    |
| 57 | 16           | «الرسالة»              | 2017               |
| منصور مكلف بتسليم رسالة لصقر بشكل عاجل قبل إغلاق مكتب البريد، ولكن ما الخطأ الذي يمكن أن يحدث؟ |              |                        |                    |
| 58 | 17           | «الجزيرة الضائعة»      | 2017               |
| يأخذ صقر الأولاد في رحلة صيد في قاربه لكنهم يدخلون مياه غامضة مجهولة يكتنفها ضباب أخضر. عندما يختفي الضباب يكتشفون جزيرة استوائية غير عادية وقبل أن يتمكنوا من معرفة ما يجري يجدون أنفسهم يركضون للنجاة بحياتهم من الديناصورات الهائجة.                                                                |              |                        |                    |
| 59 | 18           | «الحقيبة النفاثة»      | 2017               |
| يخترع منصور بعض الحقائب النفاثة لنفسه ولسالم وعبيد. تلعب شما وخلود دور المتحكمين في المهمة، محاولين عدم الضحك لأن الأولاد الثلاثة يلعبون دور الأبطال الخارقين. ومع ذلك، فإنهن يتلقين احترامًا متجددًا من الفتيات عندما يوقفن عن غير قصد لصًا خطيرًا.                                                       |              |                        |                    |
| 60 | 19           | «مسابقة الكعك»         | 2017               |
| أثناء جلسة خبز في مطبخ منصور لحضور مناسبة مريم الخيرية لخبز الكيك، يأكل سالم المكونات ويطرده تركي. بعد النوم على معدة مؤلمة في الغرفة الأخرى، يستيقظ ليكتشف أن كل من في المنزل والحي والمدينة قد اختفوا، وبعد ذلك تبدأ الأرض تحت قدميه في الاهتزاز بخطى عملاقة، ما الذي يحدث؟                          |              |                        |                    |
| 61 | 20           | «الروبوت المتهور»      | 2017               |
| يصنع منصور روبوتًا مثيرًا للإعجاب لتصميم مسابقة العلوم المدرسية للقيام بالأعمال الشاقة. في ومضة غضب غيور، أطلق طارق مشروع بركان الخل الأقل إثارة للإعجاب على الروبوت الذي يفسد دوائره ويبدأ في تحطيم المدرسة. يعمل منصور وعبيد وسالم معًا لإنقاذ المدرسة.                                                 |              |                        |                    |
| 62 | 21           | «المنوم المغناطيسي»    | 2017               |
| يظهر إعلان فيديو غامض لسلسلة مطاعم برجر النمر في المركز التجاري والذي يبدو أنه ينوم الناس. يجد منصور وسالم وعبيد أنفسهم فجأة في عملية سرية لمنع الشركة الشريرة من الاستيلاء على العالم بقيادة رجل غريب الأطوار يرتدي بدلة رياضية.                                                                      |              |                        |                    |
| 63 | 22           | «رحلة عبر الزمن»       | 2017               |
| يسافر منصور وعبيد وسالم وتركي إلى نيويورك بصحبة خالد. ومع ذلك، عندما يواجهون عاصفة كهربائية غامضة في مثلث برمودا، يجدون أنفسهم قد انتقلوا بشكل غير متوقع مئات السنين إلى الوراء حيث واجهوا سندباد. |              |                        |                    |
| 64 | 23           | «المراسلون»            | 2017               |
| تنفد أفكار منصور وسالم وعبيد حول كيفية صنع فيلم وثائقي لمشروعهم الإعلامي. ولكن عندما ينتهي بهم الأمر إلى إنقاذ طائرة هليكوبتر وينتهي الأمر بعبيد بالصدفة في عرض حيلة جوية مربوط على جناحي طائرة، ينتهي بهم الأمر ببعض اللقطات الحصرية للغاية.                                                          |              |                        |                    |
| 65 | 24           | «كفاءة الطاقة»         | 2017               |
| يضع المعلم علي الفصل تحديًا علميًا صعبًا. بالارتقاء إلى مستوى التحدي بتصميم نموذجي، يعمل منصور وسالم على الرياضيات الدقيقة لمشروعهما الذي يتحدى الجاذبية. لكن عبيد ينجرف في الأمر برمته، بالمعنى الحرفي للكلمة.                                                                                           |              |                        |                    |
| 66 | 25           | «الصورة الجماعية»      | 2017               |
| ينتهي الأمر دائمًا بمنصور وعبيد وسالم في مشاكل مع أمهاتهم عندما يتعلق الأمر بالصور السنوية للفصل. هذا العام، هم مصممون على الحصول على صور مثالية ولكن مع مرور اليوم يجدون أنفسهم في موقف صعب بشكل غير عادي.                                                                                             |              |                        |                    |
| 67 | 26           | «كنوز الصحراء»         | 2017               |
| أطلق الجزء الثاني الذي طال انتظاره من لعبة الفيديو المفضلة لمنصور «كنوز الصحراء» والتي تصدر عبر حملة خاصة على شكل البحث عن كنز حقيقي. يعتقد طارق وجميل وجمال أنهم اكتشفوا الموقع السري للعبة ولكن ليس كل شيء كما يبدو.                                                                                 |              |                        |                    |

### الموسم 4 (2018)
| ر. الإجمالي | ر. في الموسم | العنوان                       | تاريخ العرض الأصلي |
| --- | ------------ | ----------------------------- | ------------------ |
| 68 | 1            | «خط الذاكرة»                  | 2018               |
| يهتم منصور وأصدقاؤه بآخر اختراع للأستاذ علي، لكن يبدو أن الأستاذ علي لا يتذكر الغرض منه! سرعان ما يكتشف الأولاد أن المعلم علي قد اخترع صاعق للذاكرة يمكنه محو ذاكرة شخص ما في لحظة ما، وإعادتها في اللحظة التالية. يستمتع الأولاد بها، لكن عندما لاحظ منصور دخول اثنين من اللصوص إلى المتحف، قرر أن الوقت قد حان لاستخدام صاعق الذاكرة بشكل أفضل.                                                                                           |              |                               |                    |
| 69 | 2            | «هجوم بري»                    | 2018               |
| في رحلة إلى الغابة، انفصل منصور وعبيد عن سالم وتركي للاستكشاف. لكن عندما لا يلتقي سالم وتركي بهما لاحقًا في مكان الاجتماع المتفق عليه، يرسل منصور نانو للعثور عليهما. أفاد نانو أن سالم وتركي عالقين على صخرة في وسط البحر، حيث حاصرهما نمر غاضب. الأمر متروك لمنصور لإنقاذهم. حان الوقت لبناء طائرة ورقية كبيرة. |              |                               |                    |
| 70 | 3            | «السير أثناء النوم»           | 2018               |
| خرج عبيد من منزله وهو نائم. يذهب منصور وسالم وتركي بحثًا عن صديقهم وسرعان ما يجدونه، ولكن بمجرد أن يكونوا على وشك إيقاظه، تحذرهم والدة عبيد من ذلك، فقد تكون صدمة رهيبة أن يُوقَظَ السائر أثناء النوم فجأة. يوافق الأولاد على توجيه عبيد إلى المنزل بطريقة ما دون إيقاظه، لكن سرعان ما يكتشفون أن قول ذلك أسهل من فعله. كيف سيعودون عبيد إلى المنزل بأمان؟                                                                                      |              |                               |                    |
| 71 | 4            | «المطاردة المستحيلة»          | 2018               |
| عندما يرون اثنين من اللصوص يهربون في منطاد هواء ساخن مسروق، يطاردهم منصور والأولاد على دراجاتهم، لكن يائسًا من محاولة القبض على الأشرار من الأرض. بمساعدة منجنيق عملاق، يُرسل عبيد إلى البالون ويثقبه بقلمه، لكنه سرعان ما يتشبث بحياته حيث يفقد اللصوص السيطرة وينجرف البالون من موقف خطير إلى آخر. كيف سينقذ منصور وأصدقاؤه عبيد ويقدموا اللصوص إلى العدالة؟                                                                                |              |                               |                    |
| 72 | 5            | «من حفر حفرة لأخيه وقع فيها»  | 2018               |
| بعد فوز سالم على طارق في مسابقة عن الفهود، يكشف سالم لعبيد ومنصور أنه يعرف الكثير عن هذه القطط الكبيرة لأنه يخاف منها. وسرعان ما يرى سالم النمور أينما نظر، وهو الآن خائف جدًا من مغادرة المنزل. يجد منصور شيئًا مريبًا بشأن المخلوق الذي يطارد سالم، ويقرر أن يفعل شيئًا حيال ذلك. |              |                               |                    |
| 73 | 6            | «الوحش الطليق»                | 2018               |
| يظهر منصور وشما وسالم وعبيد في أحد أفلام الخيال العلمي. ولكن بعد أن سقطوا في كومة قمامة في زيهم الوحش، نُقِلَ عبيد وسالم على ظهر شاحنة قمامة إلى المدينة. يتعثر الصبيان في المدينة بزي الوحش ويبحثان عن المساعدة؛ لسوء الحظ، فإن صرخاتهم تبدو وكأنها صرخات وحشية للأشخاص الذين يقابلونهم، والذين يهربون في حالة من الرعب. يجب أن يصل منصور إليهم قبل أن يحدث شيء رهيب.                                                                         |              |                               |                    |
| 74 | 7            | «مفاجأة في الطريق إلى الأسفل» | 2018               |
| مع تدمير مخزون متجرهم، يجد طراد وخليل نفسيهما في وضع يائس. يأخذ خليل تفاخر طراد بأنه كان في يوم من الأيام رجل أعمال رائع وسرعان ما ينظم له مغامرة جريئة ليؤديها ويكسب ثروتها. لكن الحيلة خطيرة لدرجة أن طراد يرفض القيام بها. يغير خليل رأيه بالكشف عن أنهم سيغشون، مستخدماً اختراع منصور. ما الذي يمكن أن يحدث خطأ؟ |              |                               |                    |
| 75 | 8            | «جزيرة العمالقة»              | 2018               |
| يصطحب صقر منصور وأصدقائه في رحلة صيد على قاربه، ولكن سرعان ما تهب عاصفة كهربائية غريبة ويلتقط القارب في بحر هائج، يبحر عبر ضباب كثيف ليغسل على شاطئ جزيرة غامضة، دفته منحنية وبحاجة للإصلاح. الجزيرة مليئة بالحيوانات العملاقة، بما في ذلك الغوريلا العملاقة وابنه. يجب على منصور إقناع الغوريلا بمساعدتهم في إصلاح قاربهم والنزول من الجزيرة.                                                                                              |              |                               |                    |
| 76 | 9            | «آلة الزمن»                   | 2018               |
| في رحلة إلى حديقة الحيوانات، تعطل نظام الملاحة عبر الأقمار الصناعية لصقر فجأة، وكان يقود سيارته عبر بوابة غامضة. لم يعودوا في المدينة، بل في الصحراء، تطاردهم أفعى عملاقة. نُقِلَ الأولاد وصقر إلى الماضي الأسطوري. يجب أن يجد منصور طريقة للعودة إلى وقته قبل إغلاق بوابة الوقت. |              |                               |                    |
| 77 | 10           | «وجهة مجهولة»                 | 2018               |
| يزور منصور وأصدقاؤه مدينة المستقبل، التي تعمل فقط على الطاقة الشمسية وطاقة الرياح. سرعان ما التقى الأولاد بعابر، وهي سيارة ذاتية القيادة وصديقة للبيئة، تأخذهم في جولة في المدينة. في غضون ذلك، يتسلل أحد المجرمين إلى نظام المدينة. ينوي سرقة التقنية من أسطول السيارات وإلقاء فيروس التدمير الذاتي فيها، مما يعيد المشروع لسنوات إلى الوراء ويستفيد من مكاسبه غير المشروعة. أنقذ عبيد الوضع بعد ما انسكب عصير الفراولة الخاص به على عابر. |              |                               |                    |
| 78 | 11           | «مستكشف الفضاء»               | 2018               |
| منصور وسالم وعبيد في طريقهم إلى المدرسة، ويتساءلون عما يمكنهم تقديمه اليوم في صفهم، عندما تصطدم كبسولة فضائية، تحتوي على روبوت، في المنتزه الذي يركبون الدراجات فيه، بالكاد يفتقدونهم. الآن لدى الأولاد شيء رائع لتقديمه إلى الصف، لكن هذا يجعل طارق يشعر بالغيرة ويطلق جراثيم فطر فضائي، مما يجعل الناس يتجمدون، مثل التماثيل. يشارك منصور وأصدقاؤه في سباق مع الزمن لخلق الترياق.                                                         |              |                               |                    |
| 79 | 12           | «رداء الشجاعة»                | 2018               |
| عندما يسقط بطل الحركة المفضل لدى عبيد، أحمد حمدان، سيناريو على موقع تصوير فيلمه الأخير، كان عبيد حريصًا على إعادته. كما يفعل، يسقط هو وأحمد من خلال حفرة في الأرض ويضيعان في نظام الكهوف، ويطاردهما اثنان من المجرمين. كيف يمكن أن يصعد أحمد الجبان ويهزم المجرمين الذين يطاردونه وعبيد؟ الجواب في رداء الرجل الخارق. |              |                               |                    |
| 80 | 13           | «هيدان الديناصور»             | 2018               |
| يعرض روبوت متحرك على شكل تي ركس في متحف التاريخ الطبيعي. لسوء الحظ، في منتصف العرض التقديمي، يفقد الروبوت تي ركس قوته ويموت. يتجاهل أحد الحضور في المتحف غاضبًا نصيحة منصور حول كيفية إصلاحه ويذهب الروبوت تي ريكس في حالة من الهياج، ويصطحب عبيد معه في الرحلة. كيف ينقذ عبيد ويوقف الروبوت؟ لدى منصور فكرة أن يصبح عشاء الروبوت. |              |                               |                    |

### الموسم 5 (2019)
| ر. الإجمالي | ر. في الموسم | العنوان                | تاريخ العرض الأصلي |
| --- | ------------ | ---------------------- | ------------------ |
| 81 | 1            | «الصوص العملاق»        | 2019               |
| حاول منصور إنهاء الجوع في العالم باستخدام شعاع النمو المصنوع منزليًا على حبة أرز، لكن النتائج كانت سيئة؛ عندما تتسبب آلة التصويب في اصطدام الشعاع بصوص منصور الأليف حديث الفقس عن طريق الخطأ، مما يؤدي إلى نموه إلى الحجم الهائل. خوفًا على حياتهم، يلاحق الصوص العملاق المتحمس منصور وسالم وعبيد في المدينة. صقر وشما موجودان للمساعدة، لكن حتى محاولة الهروب في سيارة صقر السريعة لا تردع الصوص الذي لا يلين. فقط عندما يذكر عبيد أن صوصه الذي فقس حديثًا قد تبعه في كل مكان منذ أن فقس، يدرك منصور سبب هياج الصوص العملاق ويضع خطة لإصلاح الأمور. إذا تمكن من تحديد الهدف على مسدسه الشعاعي، فسيعود كل شيء كما كان. |              |                        |                    |
| 82 | 2            | «الجنون الافتراضي»     | 2019               |
| يساعد منصور وعبيد وسالم وتركي صديقهم مصمم الألعاب محمود على اختبار أحدث ألعاب الواقع الافتراضي قبل طرحها للجمهور. سرعان ما يكتشفون أن اللعبة قد اخترق اللعبة قراصنة ولصوص سيئي السمعة، منير وسمير، المختبئين خلف باب خلفي سري. يجب على منصور وأصدقاؤه إيقاف القراصنة الفاسدين قبل أن يسرقوا رمز اللعبة. بعد مطاردة مثيرة عبر العديد من مراحل اللعبة، لم يتبق سوى عبيد في اللعبة لمنع اللصوص من سرقة الرمز. للقيام بذلك، يجب أن يتغلب عبيد على الشيء الوحيد الذي يخشاه أكثر من الديناصورات. |              |                        |                    |
| 83 | 3            | «الحذاء الجامح»        | 2019               |
| سئم سالم، من خسارته الدائمة وحصوله على المركز الأخير في كل سباق، والأسوأ من ذلك، يجب أن يعاني من التعليقات الساخرة لطارق وجميل وجمال، وهو يكافح عبر خط النهاية. لذلك، عندما يعرض شخص غريب غامض على سالم زوجًا من الأحذية المدهشة الآلية، يسارع سالم إلى تسليم أمواله لهم. الأحذية سريعة لدرجة أن سالم لا يستطيع السيطرة عليها، فهو تحت رحمتها، ويُحمَل بأقصى سرعة إلى أي مكان يأخذه الحذاء. بمساعدة منصور، يتعلم سالم إتقان الأحذية ويقضي وقته في أداء الأعمال البطولية فيها، ويتسابق حول المدينة لمساعدة المحتاجين، لدرجة أن الأحذية تنهار في النهاية. يطلب سالم من منصور أن يصلحها له حتى يتأكد من فوزه بسباق الجري التالي الذي يدخله. لكن منصور قلق من هذا؛ لأنه قد يعتبر غشًا. هناك أيضًا شخص آخر لا يشعر بالقلق من مخالفة القواعد، وقد تمكن طارق من الحصول على زوج من الأحذية الآلية أيضًا. |              |                        |                    |
| 84 | 4            | «أمينة المكتبة»        | 2019               |
| يذهب منصور وسالم وعبيد إلى المكتبة العامة للبحث في مشاريع مدرستهم بالطريقة القديمة، مع الكتب. لكن بعد لقاء أمينة المكتبة المتسلطة والمألوفة بشكل غريب، يكتشف سالم وعبيد سرًا مخيفًا في شكل بعض الملاحظات والرسوم البيانية، مدسوسين في كتاب كان يستخدمه شخص غريب مريب بشكل خفي. يُجر منصور الحائر إلى اللغز ويطارد الأولاد الغريب في المدينة، التي يلاحقها أمينة المكتبة المتسلطة، وهم يطاردون الغريب بغضب بحثًا عن الكتاب الذي نسي التحقق منه بشكل صحيح. حدثت فوضى عارمة، لكن هل عبيد وسالم على حق في القلق بشأن الغريب الغامض وخططه؟ |              |                        |                    |
| 85 | 5            | «هجوم الطائرة»         | 2019               |
| يعود خالد من رحلة بهدية رائعة لمنصور، طائرة بدون طيار جديدة تمامًا. عبيد وسالم متحمسون للغاية، لكن منصور يعتقد أن التحديث الأخير لنانو سيعني أنه يمكنه بسهولة التنافس مع الطائرة؛ يشك عبيد وسالم في ذلك، لذا يتفق نانو والطائرة بدون طيار على سباق ودي. بمجرد دخولهم المنافسة، تكشف الطائرة عن نفسها على أنها آلة حاقدة، فإنها تغش وتفوز بالسباق. يحاول نانو إخبار منصور والأولاد بالحقيقة حول الطائرة لكن سالم وعبيد يعتقدان أن هذه حالة من الكره والغضب من جانب نانو. يعيد نانو شحن بطاريته للأسف بينما يأخذ منصور والأولاد الطائرة في جولة في المدينة. يدرك الأولاد بسرعة أن هناك شيئًا خاطئًا جدًا فيها لأنها تسبب الفوضى أينما ذهبت. لا يوجد سوى شخص واحد يمكنه إيقافه. حان الوقت للاتصال بنانو. |              |                        |                    |
| 86 | 6            | «العميل السري»         | 2019               |
| يقوم العميل بدر بمهمة سرية للغاية لإحباط العبقري الشرير شنكول، الذي يخطط لإطلاق قمر صناعي لتعزيز مسيرته الإجرامية. لسوء الحظ، عند اقتحام مجمع شنكول الصحراوي، يُقبَض على العميل بدر بواسطة روبوت عملاق واحتجازه كسجين. في غضون ذلك، لدى منصور العديد من الاختراعات الجديدة التي يحتاج إلى اختبارها. اختراع واحد، «الحارس 1000»، يحتاج إلى مساحة كبيرة، لذلك، يذهبون إلى الصحراء. يدخل منصور داخل المركبة الكروية ويقذفها عبر الصحراء. ولكن عندما يدخل عبيد الأحمق داخل «الحارس 1000» فقد السيطرة عليها واندفع بطريق الخطأ إلى مجمع شنكول السري، ولم يكن أمام منصور وسالم خيار سوى اتباعها. بمجرد دخولهم المجمع، يتجنب الأولاد الروبوت المخيف ويطلقون سراح العميل بدر، الذي دمروا معه القمر الصناعي لشنكول. لكن العبقري الشرير يفلت. يقوم العميل بدر والأولاد بمطاردة شنكول الشرير في كهف ضخم. لدى شنكول خدعة أخيرة في جعبته، يبدو أنه قد يهرب ويدمر أعدائه. لكن شنكول على وشك تعلم درس في القوة المدمرة لحماقات عبيد. |              |                        |                    |
| 87 | 7            | «الإنتقال السحري»      | 2019               |
| عندما ينتهي الأمر بخطط منصور لجهاز النقل عن بعد لعرضه في معرض العلوم السنوي، لكن يدرك طراد وخليل أنهما يمكنهما استخدامه في عمل سحري مثير. للأسف، منصور يستخدم الاختراع في نفس الوقت. يسود الارتباك عندما يظهر طراد والأولاد في موقع بعضهم البعض. تفاقم الوضع بتدخل طارق وجميل وجمال. |              |                        |                    |
| 88 | 8            | «الكرة الذكية 2.0»     | 2019               |
| يفشل عبيد فشلاً ذريعًا في تجارب كرة القدم في المدرسة، يائسًا من التجول في مركز التسوق وحيدًا، حيث يرى إعلانًا عن كرة القدم الذكية، وهي كرة تدريب رائعة التي تساعد في تحسين مهارات كرة القدم، مما يسعده. يجب أن يكون لديه واحدة، لكن الكمية نفدت. يئس عبيد ومن ثم يقع ضحية سهلة لعديمي الضمير سعيد عيد ووسيم، اللذين يبيعان نسخًا متماثلة أضعف من «الكرة الذكية» الأصلية للأولاد الساذجين. من المؤكد أن «الكرة الذكية» التي يشتريها عبيد تتعطل بمجرد أن يخرجها من الصندوق. لم يفقد كل شيء، لأن وجود صديق مثل منصور يعني أن التقية السيئة يمكن أن تصبح تقنية رائعة بمجرد أن يضع عقله ومهاراته في المهمة. سرعان ما ابتكر منصور «الكرة الذكية 2.0». سيندم سعيد عيد ووسيم قريباً على اليوم الذي خدعوا فيه عبيد من جيبه. |              |                        |                    |
| 89 | 9            | «أم دويس»              | 2019               |
| لا يوجد مكان لتركي لتجربة كرته الجديدة، فكل حديقة وملعب كرة قدم مزدحمان. مثلما هم على وشك الاستسلام، يجد منصور وتركي وعبيد وسالم قطعة أرض من النفايات بجوار منزل مهجور، مثالي لمباراة كرة قدم. سارت الأمور على ما يرام، حتى ركل عبيد بطريق الخطأ كرة تركي العزيزة في حديقة المنزل المهجور. يتسلق عبيد غصن شجرة لإلقاء نظرة أفضل ويسقط في الحديقة المتضخمة. يأمره تركي بالعثور على كرته، لكنها ضاعت بشكل ميؤوس منه في الحشائش. يذهب منصور وسالم إلى مدخل المنزل، حيث يسمعون شخصية شريرة تضحك على خططها الشريرة. سرعان ما قرر الأولاد أن هذا هو موطن أم الدويس. يجب أن يخرجوا عبيد من هناك. الارتباك والذعر يتصاعدان، لكن هل الفتيان حقًا في خطر من أم الدويس؟ |              |                        |                    |
| 90 | 10           | «طاقية عبيد»           | 2019               |
| اشترى عبيد طاقية ووصفها بأنها محظوظة. ارتداها تركي وسالم وأعجبتهما، ركض الثلاثة وراء الطاقية عندما انتزعتها طيور النورس. يضحك منصور على نفسه. هل هذه الثقة أم مجرد حظ؟ |              |                        |                    |
| 91 | 11           | «حمارة القايلة»        | 2019               |
| منصور يذهب للتخييم مع أصدقائه. بعد أن قام صقر بإغرائهم بقصة مخيفة عن حمارة القايلة، ركبوا عربات الكثبان الرملية. بعد أن أدركا أن سالم لم يتركهما، خطط شمّا وخلود لخدعة، مستخدمين قصة صقر كقاعدة، ونجحوا في ذلك، لكن منصور يعتقد أنه رأى حمارة القايلة. إنهم يركضون للنجاة بحياتهم، لكن هل هي حمارة القايلة حقًا؟ |              |                        |                    |
| 92 | 12           | «استراحة محارب»        | 2019               |
| عندما سمع المعلق الرياضي الشهير فارس عوض صوت نانو يقلد اهتماما. يترك فارس عوض التعليق لنانو على مباراة له بينما يسترخي في رحلة على متن قارب مع منصور وأصدقائه. لسوء الحظ، لم تهدأ الأمور كثيرًا بعد أن أشعل عبيد النار في القارب وتحرر نمر خطير من الحجز. هل يستطيع عبيد إصلاح الأشياء بإغراء سلحفاة عملاقة بالفراولة؟ |              |                        |                    |
| 93 | 13           | «سلطان والقارب السريع» | 2019               |
| عندما يذهب منصور وعبيد وسالم في رحلة بالقارب السريع مع سلطان، وهو طفل مصاب بالتوحد، يكتسبون فهمًا وقبولًا جديدًا للأشخاص الذين يتفاعلون مع العالم بطريقتهم الخاصة. عندما ينهار القارب وتحطم طائرة في البحر، يكون سلطان هو من ينقذ الموقف. قام منصور والأولاد بتكوين صداقات جديدة ومثيرة للاهتمام. |              |                        |                    |